# E poi arrivi tu
E poi arrivi tu è un album del cantante italiano Gianluca Capozzi, pubblicato nel 2010. Ha raggiunto il n° 39 della classifica di Vendita Fimi.

## Formazione
- Gianluca Capozzi - voce e tastiera
- Massimiliano Capozzi - tastiera
- Enzo Forniciello - basso
- Mauro Amato - chitarra
- Sergio De Angelis - batteria
- Sergio Di Gennaro - basso

## Tracce
1. Grida – 3:39
2. Era ieri – 3:30
3. E poi arrivi tu – 3:51
4. Di te – 3:42
5. So cosa sogni – 3:39
6. Contemplandoti – 3:11
7. Il graffio – 3:37
8. Puoi ferirmi – 3:35
9. Tra quel che ho e quello che vorrei – 3:34
10. Io ci sarò – 3:40